# Aziz Mahmut Hüdayi
Aziz Mahmut Hüdayi vagy Qadi Mahmut Efendi (1541–1628) a szultánok (köztük I. Ahmed) tanácsadója, nevezetes középkori muszlim vallástudós és szúfi mester. Szajjid, azaz Mohamed próféta leszármazottja. Hasonlóképp ősei között tudhatja Dzsunejd al-Baghdadit, „minden szúfik szentjét”.

## Élete
1541-ben született Koçhisarban. Fiatalságát Sivrihisarban (Aksaray tartomány) töltötte. Isztambulban tanult Molla Nasırzade tanítványaként. A Sultan Selim Medrese vallástanítója vált belőle. Hosszabb tanulmányutat tett Szíriában és Egyiptomban. Visszatérve az Oszmán Birodalomba, Bursa városában telepedett le, ahol Şeyh Üftade keze alatt a dzselveti szúfi taríka nagymestere lett. Üsküdarban területet vásárolt, tekkét (zárt szúfi közösségi központ) alapított, alapítványt tett.  Rendszeresen vonult el negyvennapos meditációra a Küçük Çamlıcán lévő remetelakjába, ahol ma a Hüdayi Ilam Yurdu kollégium található. 1628-ban halt meg.

## Anekdota
Mikor még Burszában élt, mestere, Şeyh Üftade megkérte tanítványait, hogy hozzanak néki egy virágot. Mindenki a legszínpompásabb virágokat hozta, míg Aziz Mahmut Hüdayi egy száraz kórót. Üftade mester megkérdezte, miért. Ő erre azzal felelt, hogy nem szeretett volna életet ontani. Ezért a válaszáért Üftade őt nevezte meg szellemi utódjaként.

## Hagyatéka
Aziz Mahmut Hüdayi türbéje Üsküdarban található, a mai épületegyüttes 19. századi, ún. tanzimat-stílusú, ami az európai barokkra hasonlít. A sír körül fejlődött ki az 1980-as években az Aziz Mahmut Hüdayi Alapítvány központja, mely ismeretterjesztéssel, nemzetközi segélyezéssel foglalkozik, de Isztambul egyik legnagyobb ingyenkonyháját is üzemelteti. Az alapítvány Osman Nuri Topbaş szellemi vezetése alatt áll.